# 池洞镇
池洞镇，是中华人民共和国广东省茂名市信宜市下辖的一个乡镇级行政单位。

## 行政区划
池洞镇下辖以下地区：
池洞社区、池洞村、大坡村、岭砥村、六定村、扶参村、贺垌村、新垌村、同古村、西村、石庆村、东南村、东安村、东安闸村、旺凡村、双垌村、蒲垌村、乾和村、排田村、旺沙堡村、中道村和旺坡村。